# Галин, Борис Абрамович
Борис Абрамович Га́лин (настоящая фамилия Рога́лин; 1904—1983) — русский советский писатель и журналист. Лауреат Сталинской премии третьей степени (1948). 

## Биография

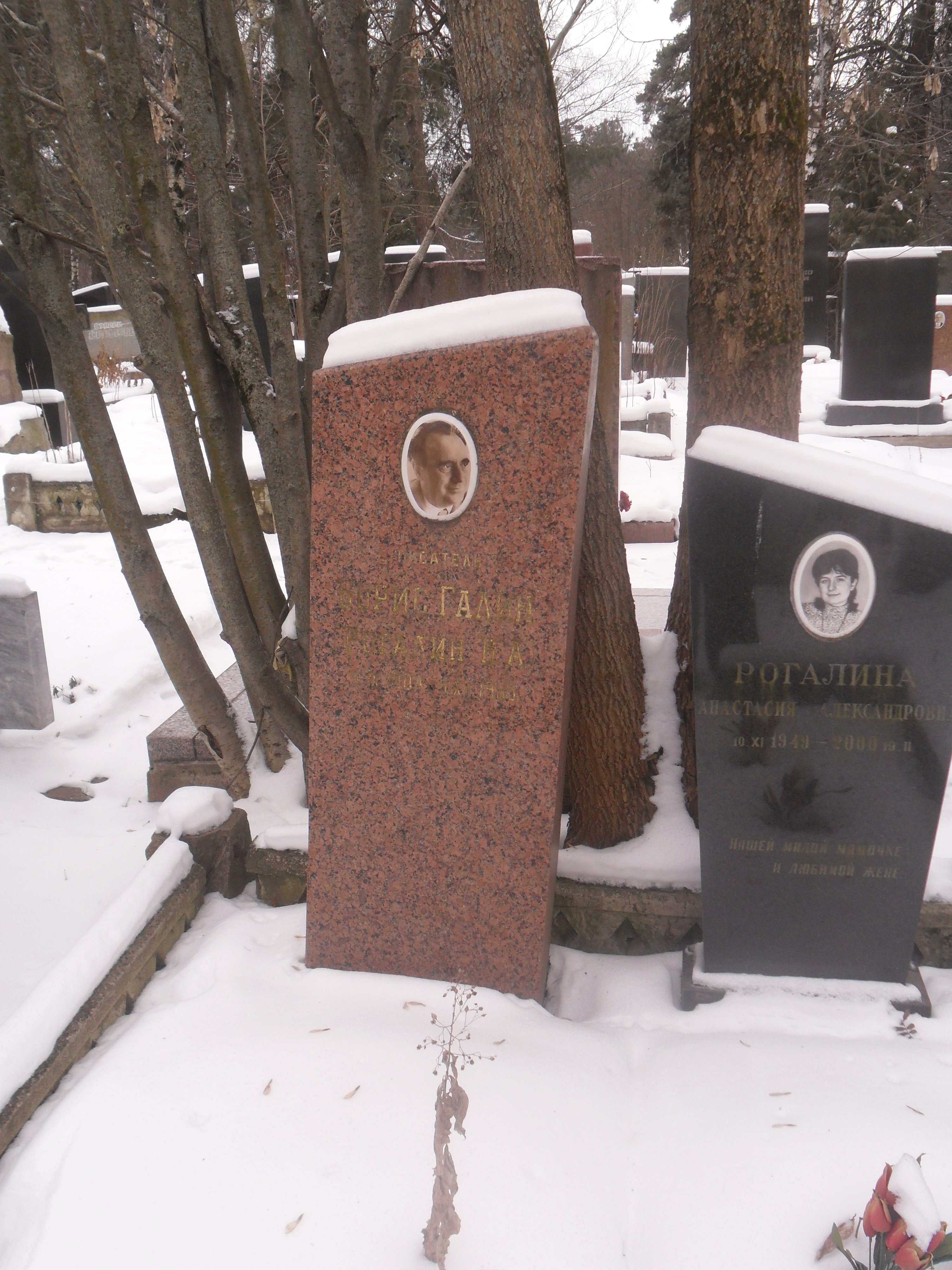
Могила Галина на Кунцевском кладбище Москвы.

Родился 25 августа (7 сентября) 1904 года в Никополе, в семье верхнеднепровского мещанина Абрама Михелевича Рогалина (1865—1919). С 1925 года стал печатать очерки. Член ВКП(б) с 1925 года. В 1927—1929 годах учился на этнологическом факультете МГУ, в 1930—1933 годах на факультете литературы и языка ИКП. В 1930-е годы специальный корреспондент газеты «Правда». Член СП СССР с 1934 года. В годы Великой Отечественной войны военный корреспондент газеты «Красная Звезда» на Западном, Южном, 1-м Белорусском фронтах. Принимал участие в написании книги «Люди Сталинградского тракторного» (1933), высоко оценённой М. Горьким.
Б. А. Галин умер 5 декабря 1983 года.

## Творчество
Книги очерков
- «Переход» (1930, 1932)
- «Испытание» (1937)
- «Бог войны» (1942)
- «В Донбассе» (1947, 1948)
- «В одном населённом пункте» (1947, 1948)
- «Чудесная сила» (1954)
- «Сим победиши !» (1957)
- «Во имя будущего» (1955, 1958)
- «Действующая армия», М., 1958
- «Жизнью проверенные» (1959)
- «Строитель нового мира» (1960, 1962, 1963, 1967, 1978)
- «Время далекое — товарищи близкие» (1966, 1970)
- «Азарт юности», М., 1970
- «В грозу и бурю», М., 1967, 1976
- Избранное, М., 1981
- Сценарий фильма «Наше сердце» (1946, совместно с Е. И. Габриловичем)

## Награды и премии
- Сталинская премия третьей степени (1948) — за книги очерков «В Донбассе» и «В одном населённом пункте» (1947)[2]
- орден Отечественной войны II степени
- орден Трудового Красного Знамени (21.10.1964)
- орден Красной Звезды (18.04.1943)
- орден «Знак Почёта» (10.09.1974)
- медаль «За оборону Москвы»
- медаль «За оборону Кавказа» (4.11.1944)
- медаль «За победу над Германией в Великой Отечественной войне 1941-1945 гг.»
- медаль «За взятие Берлина»